# Borsalino
Borsalino（博爾薩利諾）是一个義大利專業製帽品牌。由朱塞佩·博爾薩利諾於1857年在義大利亞歷山德里亞創立，以各式帽款為品牌主要商品，並以其獨特的費多拉帽版型聞名。

## 歷史

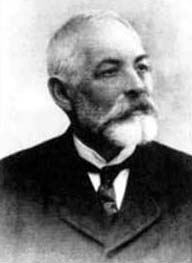
創辦人Giuseppe Borsalino

1857年4月4日，Giuseppe Borsalino與兄長Lazzaro在亞歷山德里亞開辦了一間專門生產毛呢帽的工作室，其產品於1900年世界博覽會中嶄露頭角，並逐漸傳播於全球各國。
1900年，Giuseppe Borsalino逝世，公司由他的兒子Teresio Borsalino繼承。Teresio以他父親的名義創立基金會，專門負責製帽廠員工的福利與健康需求，並持續調整公司經營方針。在一次世界大戰前，Borsalino旗下有2,500 多名員工，每年約能生產2,000,000頂帽子。
1930年代，Borsalino的產品開始出現在螢光幕前，並且在好萊塢的拍攝中使用，電影如《北非谍影》、《八部半》和《斷了氣》等，都可看見Borsalino的帽子。
1939年，Teresio Borsalino逝世，改由他的姪子Teresio Usuelli擔任公司總裁，他也是Borsalino家族中最後一位擔任此職務者，一直到1979年卸任，改由Vittorio Vaccarino接手。
1970年代，有兩部以黑幫為主題的電影使用Borsalino的品牌名稱作為電影名，分別是《Borsalino》與《Borsalino & Co.》，由獲得凱薩獎最佳男主角獎的影星亞蘭·德倫與楊波·貝蒙出演，這兩部電影的海報上都可以看見Borsalino的商標。
1987年，Borsalino的製帽工廠從原本的亞歷山德里亞搬遷至斯皮內塔馬倫戈。
1990年代，Borsalino的經營權多次變更，最終由義大利企業家Marco Marenco收購。
2006年，Borsalino與當地議會合作，在公司總部開設了一間帽子博物館，佔地共400平方米，陳列了約兩千頂的帽子，並將工廠中那些19世紀的製帽工具展示出來。
2009年，米蘭的一間三年設計展博物館將Borsalino列入“Serie Fuori Serie”展覽的典型意大利偶像之列，並在2011年舉辦了名為“Il cinema con il cappello. Borsalino e altre storie”的展覽。
2015年，Marco Marenco因涉嫌稅務詐欺而在瑞士被逮捕，同時Borsalino公司也爆發財務危機，最終在2017年12月18日宣佈破產，並由法院拍賣。
2018年，亞歷山德里亞政府與在地藝術家合作，透過展覽推動名為拯救Borsalino（#saveBorsalino）的活動。同年七月，由金融家Philippe Camperio領導的投資集團Haeres Equita正式收購Borsalino公司，並著手改善營運模式。

## 產品
在產品製程上，Borsalino的每頂毛呢帽需要經過52道的手續，耗時七週才能完成，而每頂手工編織的草帽則約得花費半年以上的時間。許多名人如木村拓哉、強尼·戴普和山本耀司等，都曾購買Borsalino的帽子。
於澳洲作家格里高利·大衛·羅伯茲的小說《項塔蘭》裡，記載著一段關於辨別Borsalino真偽的測試方法：將Borsalino的帽子捲起至可以穿過戒指的大小，展開後依舊沒有折痕的，才是真正的Borsalino帽。
2018 年，Borsalino 推出了特別系列 The Bogart by Borsalino，獻給好萊塢演員亨弗萊·鮑嘉，紀念他過往在電影中的成就。
近年來，Borsalino也開始與其他時尚品牌合作，攜手推出聯名商品，包含Nick Fouquet、湯姆·福特、凡賽斯 、華倫天奴、山本耀司等等。